# Arcoiris TV
Arcoiris TV è una televisione italiana on-demand gratuita, indipendente ed autofinanziata, senza pubblicità, accessibile tramite Internet. Negli anni 2000 è stato uno dei primi esempi italiani di integrazione tra televisione, blog e social network nell'era del Web 2.0.

## Storia
Nel 2003 viene lanciato il progetto Arcoiris.TV dalla Fondazione Logos creata da Rodrigo Vergata, ex rifugiato politico cileno fuggito nel 1973 dopo il golpe di Pinochet e poi giunto a Modena, dove fondò una delle più grandi aziende europee di traduzioni on-line.
Il progetto televisivo, pionieristico per l'epoca e finanziato da quote associative e donazioni, nasceva con l'obiettivo di fornire uno "strumento d'azione alla società civile", ovvero dare voce a realtà ed eventi che non trovavano spazio nei canali media tradizionali. L'utente poteva scegliere cosa guardare esplorando l'archivio dei filmati che erano organizzati in categorie e corredati di anteprima e descrizione. Erano inclusi sia lavori prodotti dalla redazione che contributi esterni. Gli spettatori non sono legati ad orari specifici del programma, ma possono vedere qualsiasi film in qualsiasi momento. Grazie alla tecnologia di streaming, il film può essere guardato immediatamente mentre viene scaricato. In alternativa, i film possono essere scaricati in alta risoluzione. Per massimizzare il bacino di utenza il sito rendeva disponibili i contenuti con diversi formati (RealPlayer e Windows Media Player) e diversi livelli di qualità video.
Arcoiris.tv è stata anche trasmessa dal 2 febbraio 2006 sul satellite Hot Bird e sul canale 916 di Sky Italia fino al 13 ottobre 2008, quando gli alti costi l'hanno costretta a rimanere solo in rete. Pur non esistendo una vera redazione, durante le tre ore di programmazione satellitare giornaliera venivano trasmessi i filmati più votati dagli utenti sul portale web; veniva altresì ritrasmessa la programmazione della tv pubblica venezuelana Telesur, diffondeva la propaganda di Nicolás Maduro ora prosegue sul sito internet.